# Лаос на Олимпијским играма
Лаос је први пут учествовао на Летњим олимпијским играма 1980. у Москви. Следеће Олимпијске игре 1984. је бојкотовао, и од тада је стални учесник Летњих игара. На Зимским олимпијским играма Лаос није учествовао. Налази се у групи земаља које нису освајале олимпијске медаље.

## Медаље

### Учешће и освојене медаље на ЛОИ
| Учешће и освојене медаље Лаоса на ЛОИ |                             |                         |                         |                         |                         |                         |                         |                         |                         |                         |
| ЛОИ                                   | Носилац заставе             | Учешће                  | Муш.                    | Жене                    | спорт.                  | Злато                   | Сребро                  | Бронза                  | Укупно                  | Плас.                   |
| 1980. Москва                          | Panh Khemanith              | 19                      | 17                      | 2                       | 3                       | 0                       | 0                       | 0                       | 0                       | -                       |
| 1984. Лос Анђелес                     | Лаос је бојкотовао игре     | Лаос је бојкотовао игре | Лаос је бојкотовао игре | Лаос је бојкотовао игре | Лаос је бојкотовао игре | Лаос је бојкотовао игре | Лаос је бојкотовао игре | Лаос је бојкотовао игре | Лаос је бојкотовао игре | Лаос је бојкотовао игре |
| 1988. Сеул                            | Sitthixay Sacpraseuth       | 3                       | 2                       | 1                       | 2                       | 0                       | 0                       | 0                       | 0                       | -                       |
| 1992. Барселона                       | Khamsavath Vilayphone       | 6                       | 6                       | 0                       | 2                       | 0                       | 0                       | 0                       | 0                       | -                       |
| 1996. Атланта                         | Thongdy Amnouayphone        | 5                       | 4                       | 1                       | 1                       | 0                       | 0                       | 0                       | 0                       | —                       |
| 2000. Сиднеј                          | Sisomphone Vongpharkdy      | 3                       | 2                       | 1                       | 2                       | 0                       | 0                       | 0                       | 0                       | -                       |
| 2004. Атина                           | Chamleunesouk Ao-Oudomphonh | 5                       | 3                       | 2                       | 3                       | 0                       | 0                       | 0                       | 0                       | -                       |
| 2008. Пекинг                          | Souksavanh Tonsacktheva     | 4                       | 2                       | 2                       | 2                       | 0                       | 0                       | 0                       | 0                       | -                       |
| 2012. Лондон                          | Kilakone Siphonexay         | 3                       | 2                       | 1                       | 2                       | 0                       | 0                       | 0                       | 0                       | -                       |
| 2016. Рио де Жанеиро                  |                             | 6                       |                         |                         |                         | 0                       | 0                       | 0                       | 0                       | -                       |
| 2020. Токио                           |                             |                         |                         |                         |                         |                         |                         |                         |                         |                         |
| 2024. Париз                           |                             |                         |                         |                         |                         |                         |                         |                         |                         |                         |
| 2028. Лос Анђелес                     | предстојећи догађај         |                         |                         |                         |                         |                         |                         |                         |                         |                         |
| 2032. Бризбејн                        | предстојећи догађај         |                         |                         |                         |                         |                         |                         |                         |                         |                         |
| Укупно 8 (9)                          |                             | 48                      | 38                      | 10                      |                         | 0                       | 0                       | 0                       | 0                       |                         |

### Преглед учешћа спортиста и освојених медаља Лаоса по спортовима на ЛОИ
Стање после ЛОИ 2012.
| Спорт         | Период | Период   | Укупно | Мушки | Жене |   |   |   |   |
| Спорт         | Прво   | Последње | Укупно | Мушки | Жене |   |   |   |   |
| ------------- | ------ | -------- | ------ | ----- | ---- | - | - | - | - |
| Атлетика      | 1980   | 2012     | 22     | 16    | 6    | 0 | 0 | 0 | 0 |
| Бокс          | 1980   | 1992     | 9      | 9     | 0    | 0 | 0 | 0 | 0 |
| Пливање       | 2000   | 2012     | 5      | 4     | 1    | 0 | 0 | 0 | 0 |
| Стреличарство | 2004   | 2004     | 1      | 1     | 0    | 0 | 0 | 0 | 0 |
| Стрељаштво    | 1980   | 1980     | 6      | 6     | 0    | 0 | 0 | 0 | 0 |
| Укупно (5)    |        |          | 43     | 36    | 7    | 0 | 0 | 0 | 0 |

Разлика у горње две табеле од 5 учесника (2 мушкараца и 3 жене) настала је у овој табели јер је сваки спортиста без обриза колико је пута учествовао на играма и у колико разних дисциплина и спортова на истим играма рачунат само једном.

## Занимљивости
- Најмлађи учесник: Патана Инхтавонг, 15 година и 19 дана Лондон 2012. пливање
- Најстарији учесник: Sitthixay Sacpraseuth, 33 година и 139 дана Барселона 1992. атлетика
- Највише учешћа: 2 Sitthixay Sacpraseuth (1980, 1992), Sirivanh Ketavong (1996, 2000), Sisomphone Vongpharkdy (1996, 2000), Sisomphone Vongpharkdy (2004, 2008), Vilayphone Vongphachanh (2004, 2008) и Philaylack Sackpraseuth (2004, 2008)

- Највише медаља: -
- Прва медаља: -
- Прво злато: -
- Најбољи пласман на ЛОИ: -
- Најбољи пласман на ЗОИ: -